# Arte funeraria

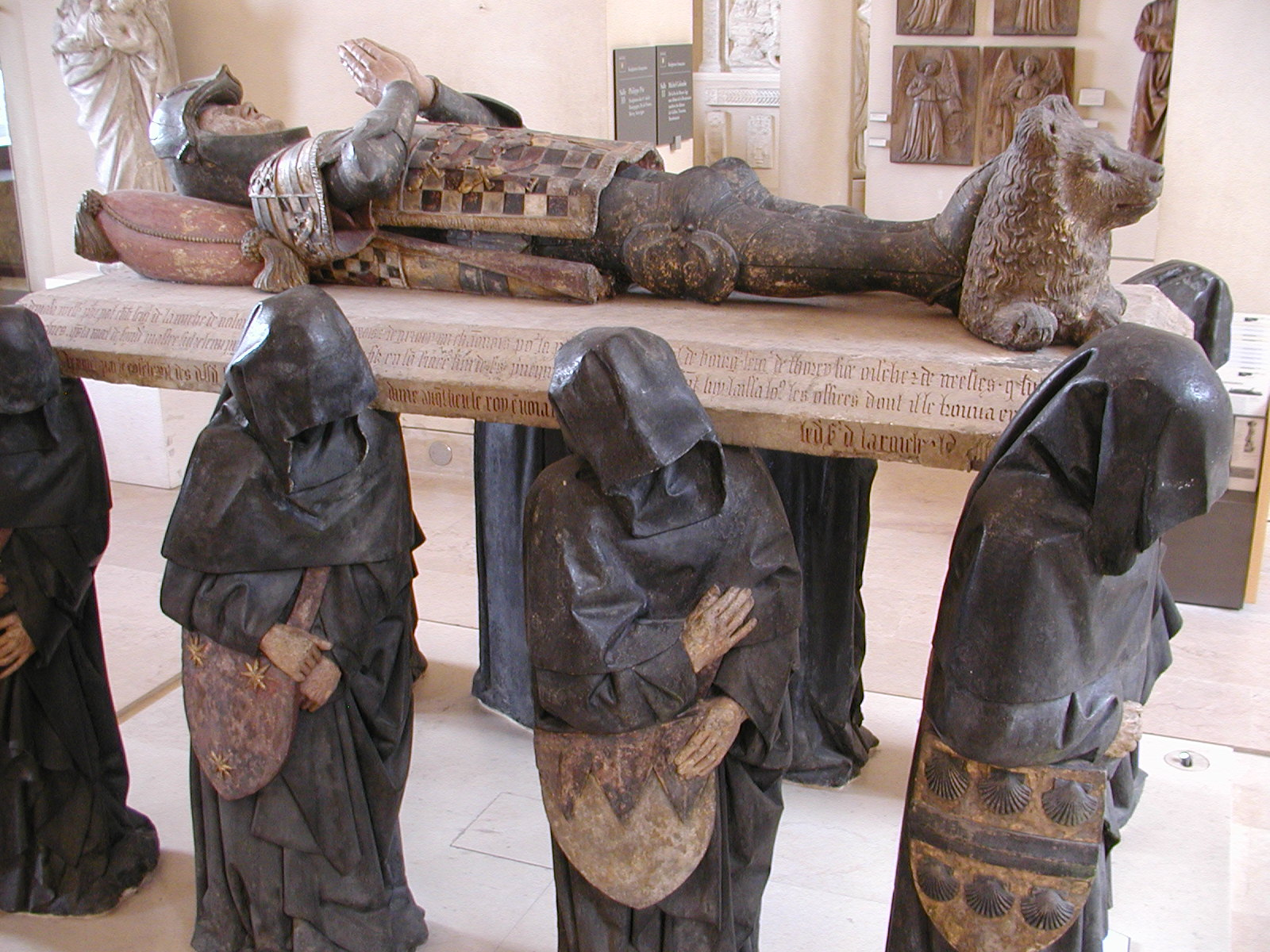
Tomba di Philippe Pot, governatore della Borgogna sotto Luigi XI

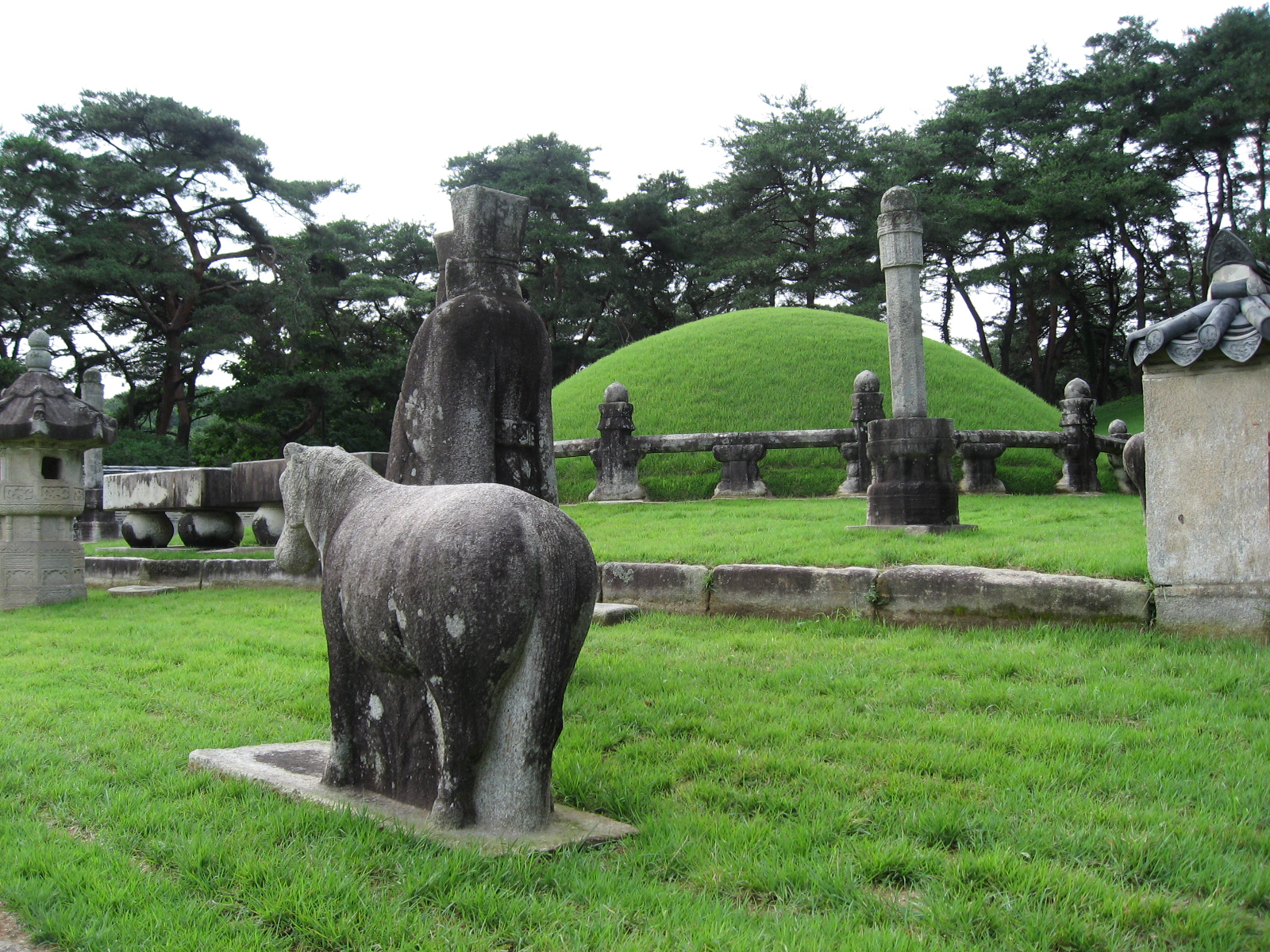
Tomba a tumulo coreana del re Sejong il Grande, d. 1450

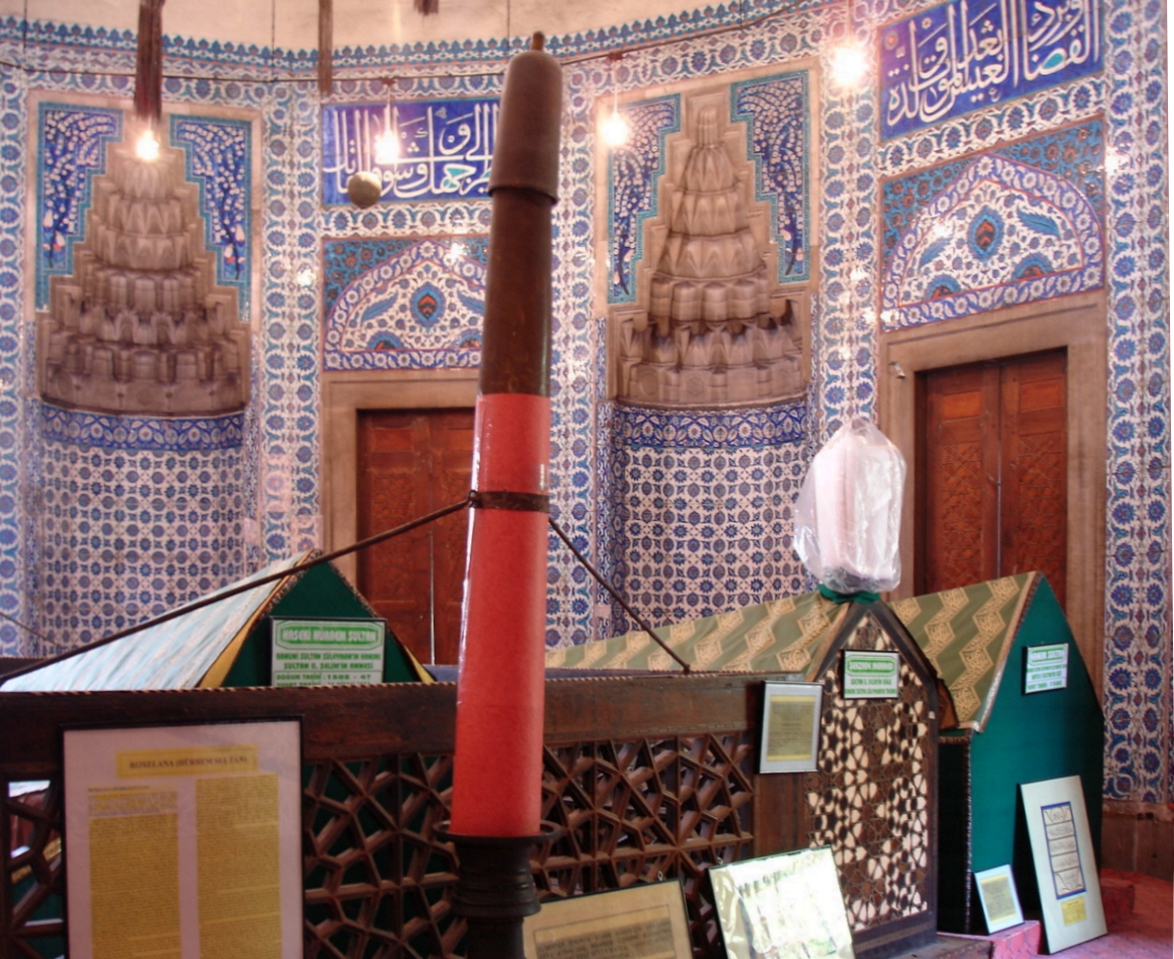
Türbe di Roxelana (d. 1558), Moschea di Süleymaniye, Istanbul

L'arte funeraria o cimiteriale comprende qualsiasi lavoro artistico nel quale si mettono i resti di uno o più defunti o un qualsiasi lavoro artistico volto ad abbellire le tombe. Il termine comprende anche cenotafi ("tombe vuote"), dei monumenti simili a tombe, che non contengono resti umani, e monumenti comunali ai morti (come memoriali di guerra), che non necessariamente contengono resti umani.
L'arte funeraria può servire a molte funzioni culturali. Può giocare un ruolo nei riti di sepoltura, può servire come un articolo per l'utilizzo da parte dei morti nell'aldilà, e può celebrare la vita e i risultati raggiunti dei morti, sia come parte delle pratiche di parentela di venerazione degli antenati o come modo per mostrare ufficialmente la discendenza dinastica diretta al pubblico. Può anche funzionare come un promemoria di mortalità del genere umano, come espressione di valori culturali e ruoli, e contribuire a propiziarsi gli spiriti dei morti, mantenendo la loro benevolenza e prevenendo la loro sgradita intrusione negli affari della vita.
Il depositare oggetti con intenzione estetica risale agli uomini di Neanderthal oltre 50.000 anni fa, e si trova in quasi tutta la cultura successiva - la cultura indù, che ha poco di questo comportamento, è un'eccezione notevole. Molte delle più noti creazioni artistiche delle culture del passato - sia le piramidi egizie, che il tesoro di Tutankhamon, che l'Esercito di terracotta che circondano la tomba dell'imperatore Qin, che il Mausoleo di Alicarnasso, che la nave sepoltura di Sutton Hoo, che il Taj Mahal, o sono tombe o sono oggetti rinvenuti dentro e intorno ad esse. Nella maggior parte dei casi, la migliore arte funeraria era prodotta per il funerale dei potenti e dei ricchi, infatti le sepolture di persone comuni possono includere solo monumenti semplici e corredi funerari, di solito dai loro possedimenti.
Un fattore importante nello sviluppo delle tradizioni di arte funeraria è la divisione tra ciò che era destinato ad essere visibile per i visitatori o al pubblico dopo il completamento delle cerimonie funebri. Il tesoro di Tutankhamon, per esempio, anche se eccezionalmente sontuoso, fu progettato per non essere mai più visto una volta depositato, mentre l'esterno delle piramidi era una dimostrazione permanente ed altamente efficace della potenza dei loro creatori. Una divisione analoga può essere vista nelle grandi tombe dell'Asia orientale. In queste culture, quasi tutta l'arte connesse con la sepoltura, fatta eccezione per le merci gravi limitate, è stato destinato per una visione successiva da parte del pubblico, o almeno quelli ammessi dai custodi. In queste culture, tradizioni, come il sarcofago scolpito e la tomba monumento degli imperi greci e romani, e poi il mondo cristiano, sono fiorite. Il mausoleo destinato alla visita era il tipo più grande di tomba nel mondo classico, e più tardi divenne comune nella cultura islamica.

## Storia

### Preistoria

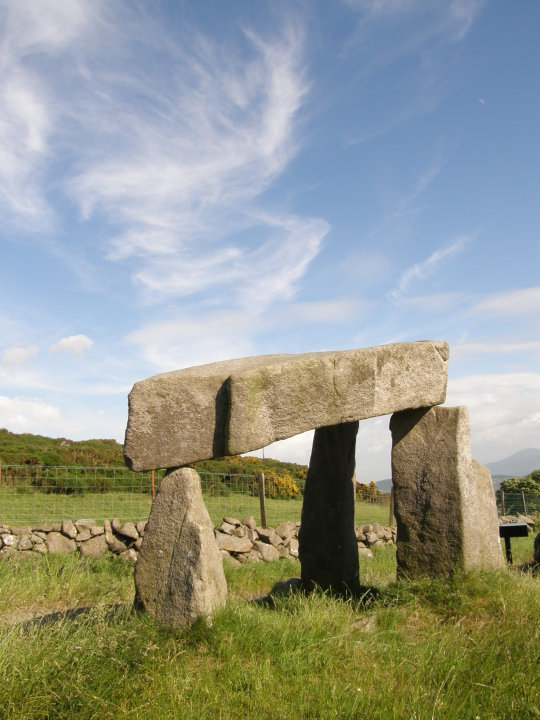
Tipico esempio di dolmen, tomba megalitica.

La maggior parte delle più antiche costruzioni umane archeologiche note sono tombe. I primissimi esempi, databili gli uni a pochi secoli di distanza dagli altri, sono principalmente megalitici ma presentano una notevole diversità in forma e intento. Alcune tombe rinvenute nella Penisola Iberica sono state datate, grazie alla termoluminescenza, al 4510 A.C. Altre, facenti parte degli Allineamenti di Carnac in Bretagna sono anch'esse state datate intorno al quinto millennio A.C. Il valore commemorativo di tali siti funerari è rappresentato dal fatto che, da una certa fase, hanno cominciato a svilupparsi in altezza, e che le costruzioni, principalmente le più antiche, tentarono di apparire monumentali. L'effetto veniva reso deponendo un singolo cadavere in una ordinaria fossa, circondandolo con accurati canali di scolo. Si pensa che la commemorazione "soprelevata", non a livello del terreno, sia legata al concetto di memoria collettiva, e queste antiche tombe sono probabilmente concepite come forme di culto degli antenati, un passo avanti che potevano compiere solo le comunità che erano progredite allo stadio di assetti organizzati che avevano formato dei ruoli sociali e relazionali e si erano specializzati diversi settori.
Sono state trovate una gran varietà di tombe delle società del Neolitico e dell'Età del Bronzo, dove era frequente rinvenire tumuli, megaliti e oggettistica in terracotta. In Eurasia il dolmen è una struttura in pietra che costituisce la tomba a camera, originariamente coperta di terra per creare un tumulo, che non esiste più. Le pietre potevano essere lavorate incidendo schemi geometrici (incisioni rupestri), come ad esempio le coppelle. Venivano anche costruite tombe comuni, ma il loro contesto sociale è difficile da decifrare. Largamente diffuse sono altresì le urne funerarie, in cui le ossa venivano sepolte in contenitori di terracotta (sia nelle tombe più elaborate sia semplicemente sepolte individualmente); un'usanza di certo non limitata alla cultura dei campi di urne, da cui il nome, né all'Eurasia. Pare inoltre che i Menhir, segnino spesso la presenza di una tomba o servano come memoriale, mentre le pietre runiche, più tarde, sono più frequentemente cenotafi o memoriali a parte, rispetto alla tomba in sé; pratica che continua fino in età cristiana. I Cerchi di pietra di Senegambia sono la forma africana di pietre erette per segnalare la presenza di una tomba.

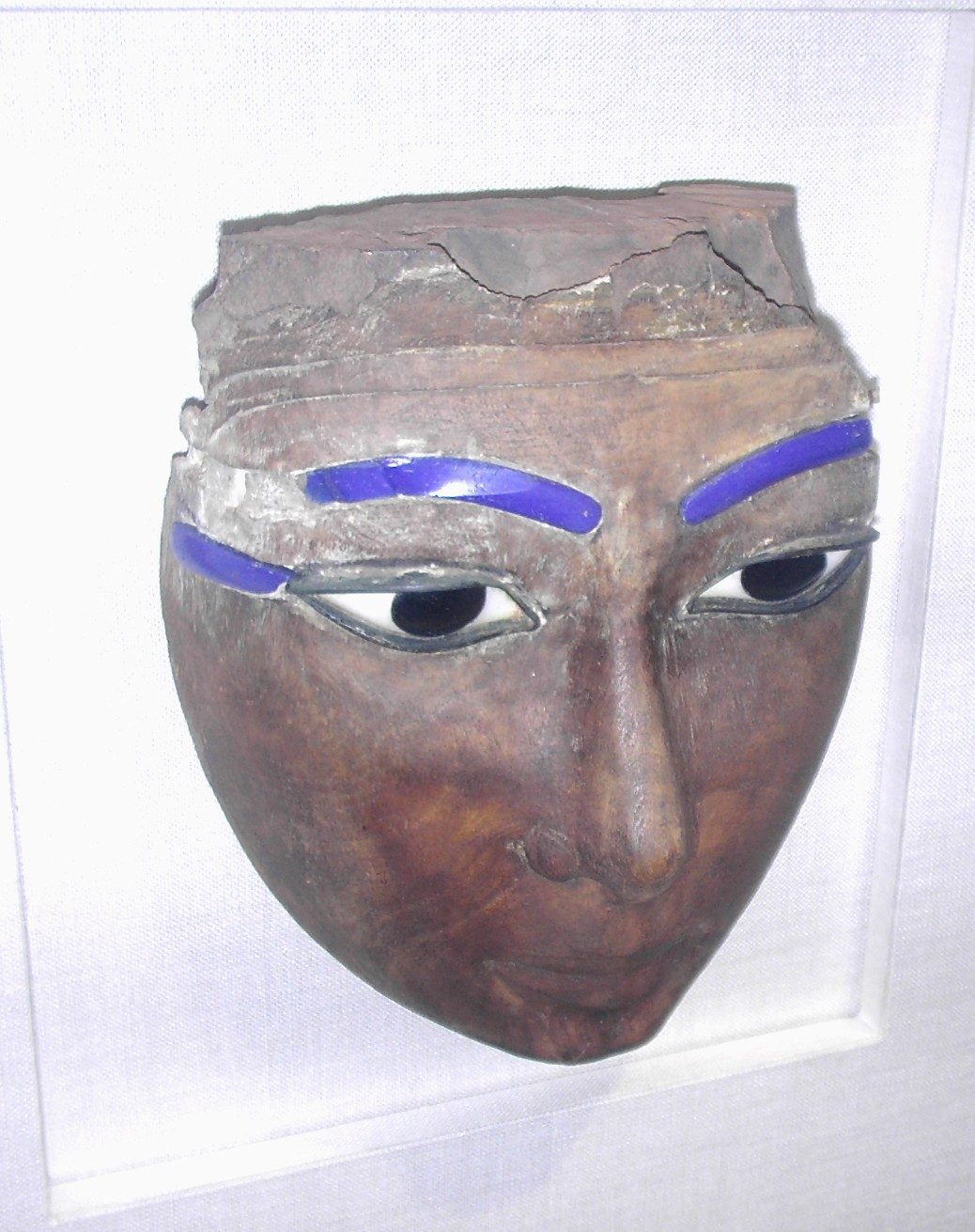
Maschera funeraria egizia

### Antico Egitto e Nubia
L'arte funeraria egizia era indissolubilmente connessa alla credenza religiosa secondo cui la vita continuasse dopo la morte - anzi, esprimeva il credo per cui "la morte è una mera fase della vita". Artefatti e immagini connesse a questa credenza erano in parte intente a preservare i beni materiali, la salute e lo status nel corso del viaggio fra questa vita e la prossima, e a "commemorare la vita del defunto ... descrivere la realizzazione di riti funebri e in generale a presentare un ambiente favorevole per la rinascita del defunto". È il caso delle mummie egizie, inserite in uno o più strati di sarcofagi decorati, e dei vasi canopi, che preservavano gli organi interni del defunto. Una specifica categoria di testi funerari degli antichi Egizi spiega la finalità delle usanze funebri. L'antica mastaba, che era un tipo di tomba che aveva una camera funebre sotterranea e sigillata ma anche una "camera delle offerte" in superficie dove ci si poteva recare in visita, fu un modello che venne ripreso spesso successivamente.

## Termini comuni
Tomba è un termine generale per ogni luogo che contiene dei resti umani, mentre i corredi tombali sono degli oggetti che sono stati collocati all'interno della tomba. Tali oggetti possono comprendere i beni personali del defunto, oggetti appositamente creati per la sepoltura, o versioni in miniatura di cose che si pensa siano necessarie in una vita ultraterrena. La conoscenza di molte culture non letterate (in cui non era conosciuta la scrittura) è ricavata in gran parte da queste fonti.
Un tumulo, kurgan, o lungo tumulo copriva le sepolture importanti in molte culture, e il corpo poteva essere collocato in un sarcofago, di solito di pietra, o in una bara, di solito di legno. Un mausoleo è un edificio costruito principalmente come una tomba, che prende il nome dal Mausoleo di Mausolo ad Alicarnasso. Stele è un termine per le pietre erette sopra ai corpi dei defunti seppelliti, al giorno d'oggi (età moderna) le steli sono chiamate lapidi. Le navi funerarie si trovano principalmente nell'Europa costiera, mentre i carri funerari si trovano ampiamente in tutta l'Eurasia. Le catacombe, di cui gli esempi più famosi sono quelle di Roma e di Alessandria, sono cimiteri sotterranei collegati da tunnel sotterranei. Un folto gruppo di sepolture con una parte estesa visibile sopra il suolo si chiama necropoli, se invece non si vede nulla sopra il suolo ma sono comunque presenti molti monumenti tombali sotterranei vicini fra loro, allora il raggruppamento di tombe si chiama campo di tombe. Un cenotafio è un monumento senza sepoltura.
Il termine "funerario" significa letteralmente "di o appartenente a una tomba o un funerale", ma vi è una lunga tradizione (specialmente tra gli studiosi inglesi) nell'applicare questa parola non solo alle pratiche e agli artefatti strettamente associati ai riti funebri, ma anche ad un dominio più ampio, riguardante i memoriali più duraturi. Una particolare influenza in tal senso l'ha avuta John Weever con la sua opera Monumenti Funerari Antichi (1631), il primo libro ad esser stato interamente dedicato a tombe, memoriali ed epitaffi. Recentemente alcuni studiosi ne hanno rivisto l'uso: Phillip Lindley, ad esempio, afferma che per riferirsi a "monumenti tombali, ho evitato di usare 'monumenti funerari' poiché le effigi funerarie erano, durante il medioevo, prodotti temporanei, usati come sostituti delle bare da usare durante le cerimonie funebri". Altri, invece, hanno trovato questa affermazione "piuttosto pedante".
Altri generi simili di arte commemorativa per i defunti assumono molte forme, come le statue moai dell'Isola di Pasqua, che si credono essere dei ritratti scultorei degli antenati, anche se difficilmente distinguibili. Queste sono sculture comuni in culture diverse da quella Romana o Cinese antica, dove in entrambi i casi si tenevano nelle case dei discendenti, piuttosto che essere sepolti. Molte culture raffigurano psicopompi come Hermes, in Grecia e Charun, presso gli Etruschi, i quali conducevano le anime dei defunti nell'aldilà.

## Altri esempi di arte funeraria
I generi di arte commemorativa per i morti nella storia hanno preso molte forme:
- I moai, delle sculture nell'Isola di Pasqua, rappresentano i predecessori, ma li individualizzano poco.
- In altre culture, anche molto diverse fra loro come la cultura cinese e la cultura romana, si praticava la cremazione dei defunti, quindi una buona parte dell'arte funeraria di questi popoli era rappresentati dai canopi, vasi in cui si tenevano i resti dei defunti.
- Molte culture hanno figure psicopompe, due esempi sono Ermes per gli antichi Greci e Charun per gli Etruschi, che conducono gli spiriti morti nel mondo ultraterreno.